# Mitología pirenaica

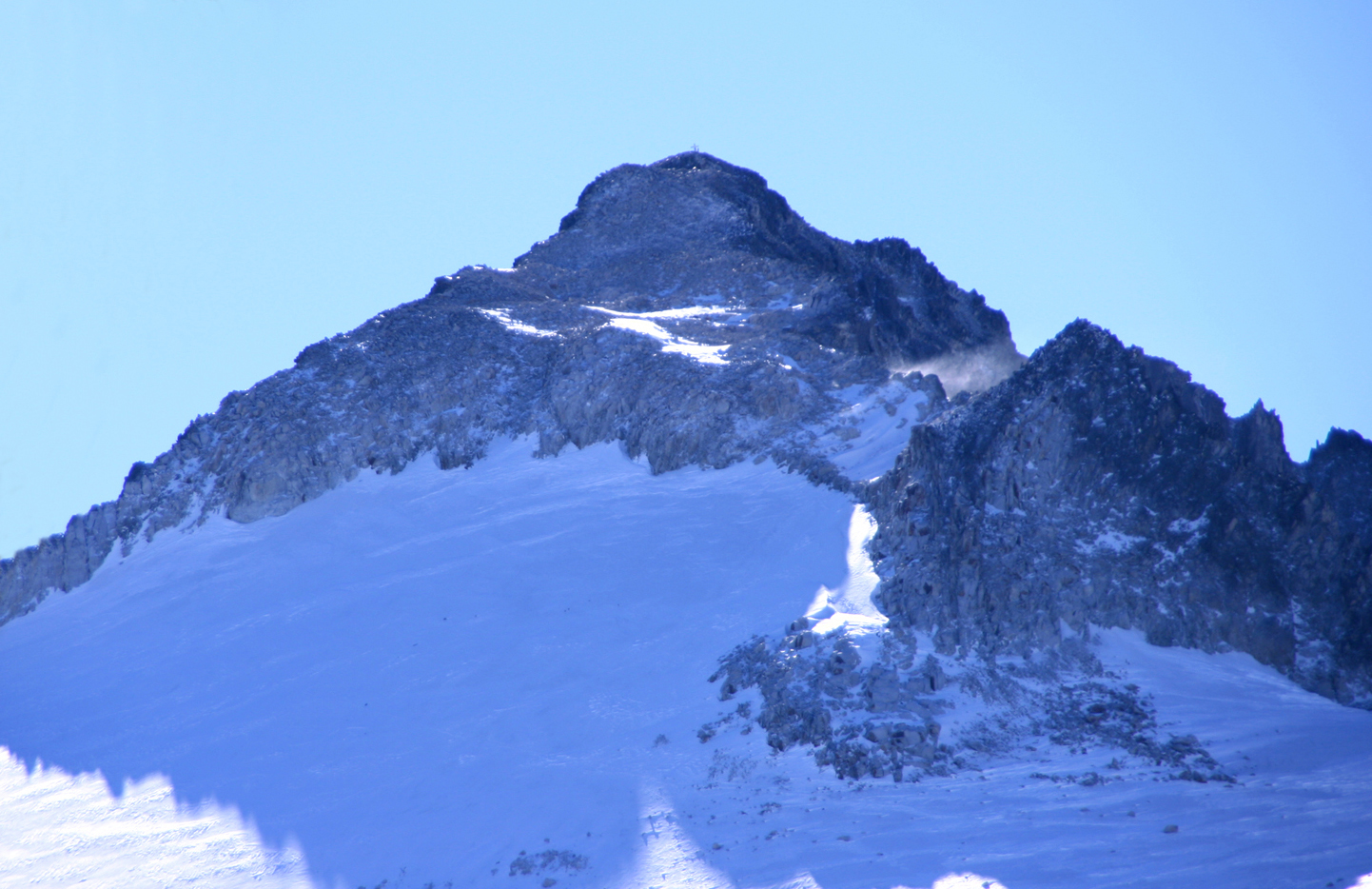
La cumbre del Aneto: un gigante dormido.

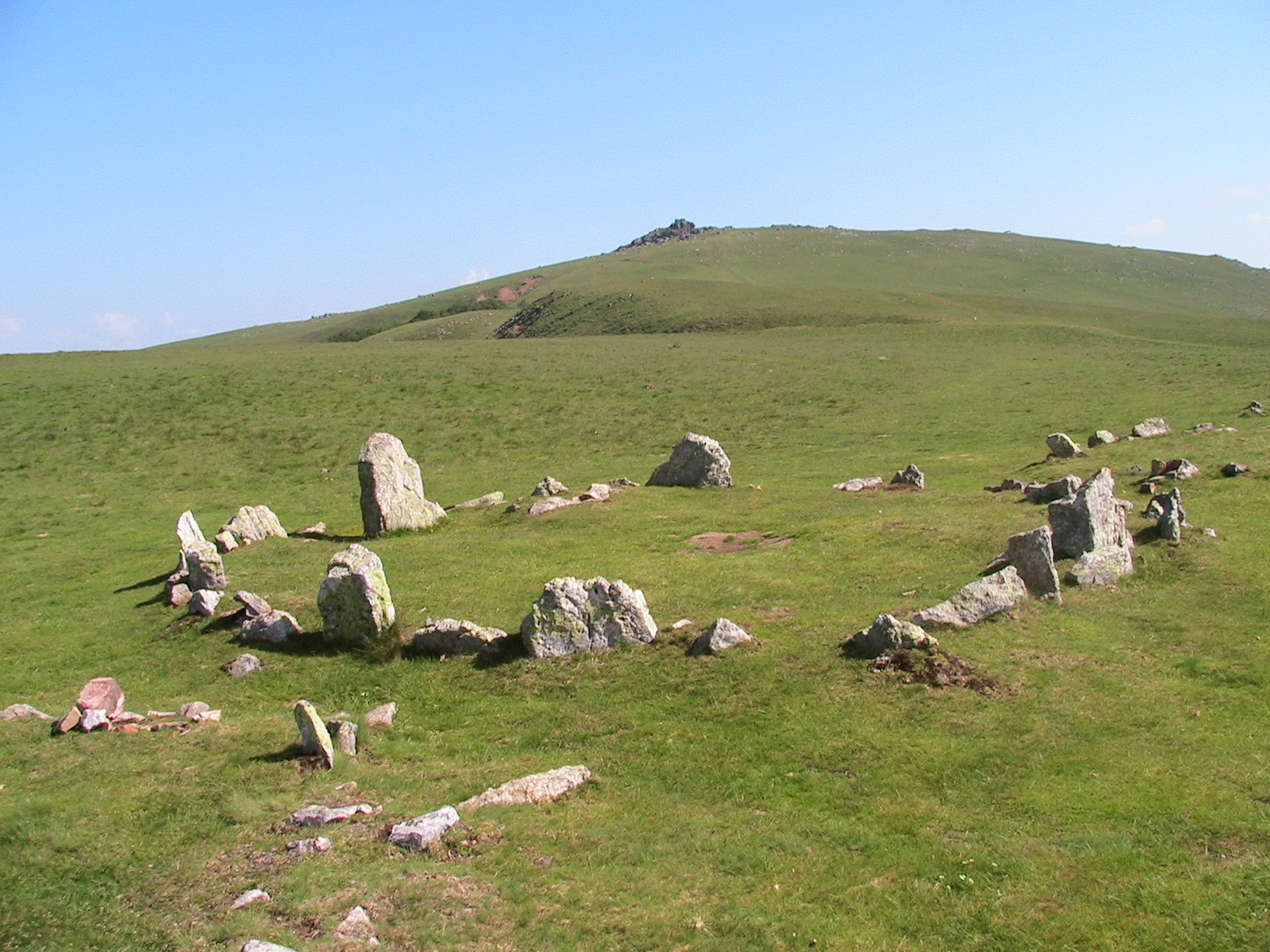
Crómlech o Harrespil entre Lecumberry y Donibane Garazi, País Vasco.

La mitología pirenaica es el conjunto de religión, tradiciones y supersticiones presente en la cordillera pirenaica. Los Pirineos constituyen una unidad geográfica coherente pero cultural, religiosa y socialmente heterogénea. Han sido habitados por distintos pueblos, que hablaban diferentes idiomas. Además del francés y el castellano, relativamente recientes, se ha hablado, de acuerdo con las regiones, aragonés, occitano ─languedociano, gascón, bearnés─, catalán, aranés, euskera y dialectos y subdialectos locales.
Según la mitología griega, los Pirineos los creó Heracles, al amontonar piedras para enterrar su amante, la princesa Pirene. Los Pirineos es entonces una tumba espericitada que ha heredado el nombre de su ocupante.
Dos factores contrarios, específicos del Pirineo, han afectado el desarrollo de una mitología arraigada y compleja. En efecto, la cordillera es a la vez un lugar de paso desde la prehistoria y un lugar muy aislado por su condición montañosa. Esto ha protegido las tradiciones del macizo y retrasado el avance de la religión cristiana y en general, de la modernidad. Hay pruebas de cultos muy antiguos, por ejemplo los crómlechs de Donibane Garazi, y también de dioses locales. Estos cultos son relacionados con las tradiciones celtas y galas, pero sobre todo con las vascas —en la prehistoria un grupo que ocupaba la mayor parte de la cordillera—. Muchas de estas deidades fueron asimiladas por panteón religioso romano, una costumbre muy típica de partes del  
imperio.

## Asimilación y persecución

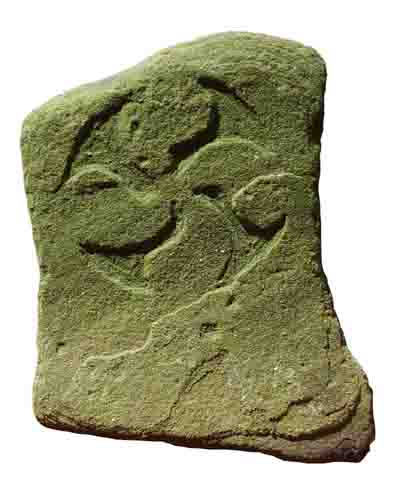
Lauburu primitivo.

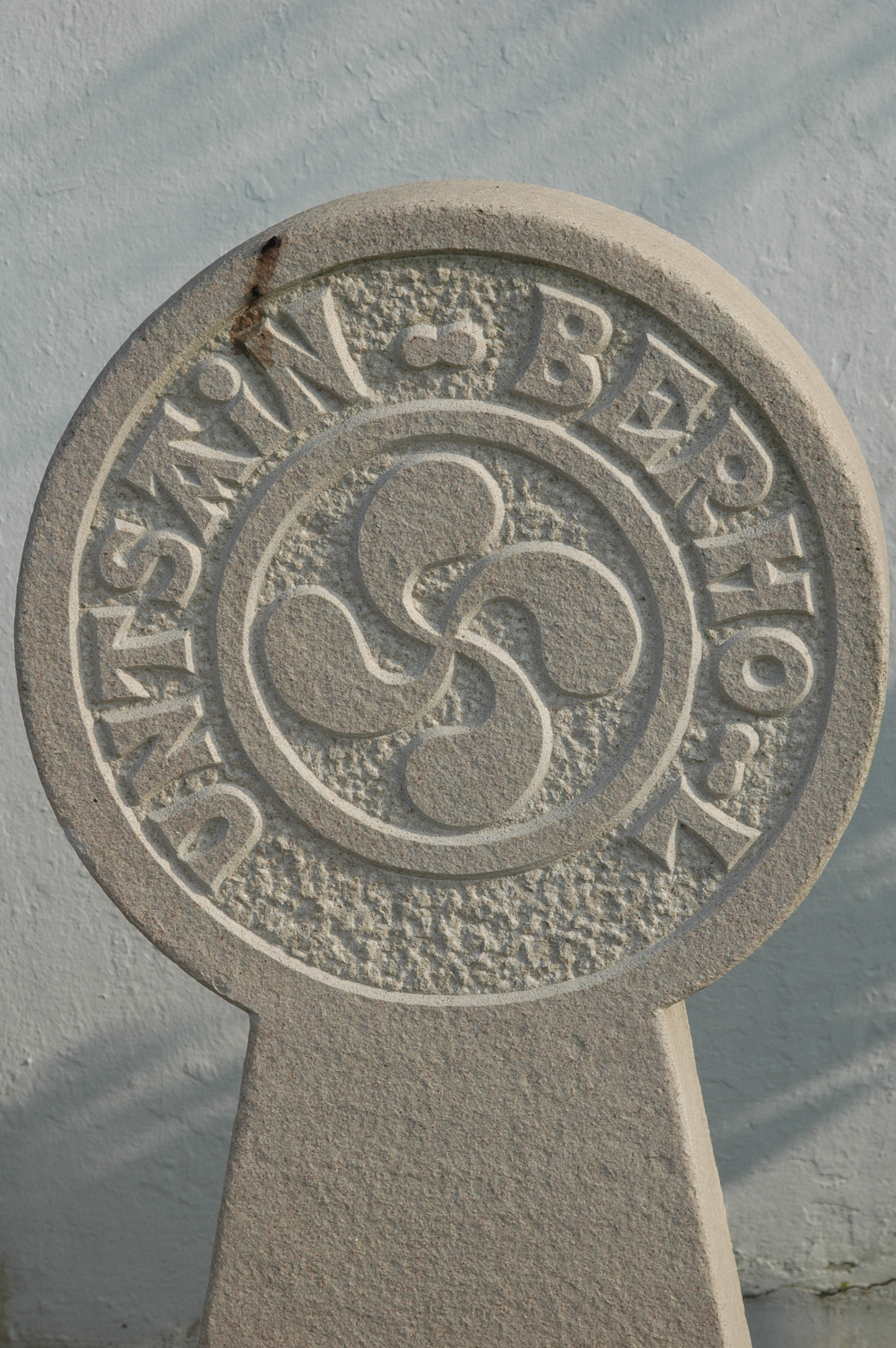
Lauburu incorporado a una lápida cristiana.

Con la llegada del cristianismo, las tradiciones paganas no se desvanecieron, sino que se asimilaron. Muchas iglesias incorporan símbolos paganos como el vasco lauburu y estrellas. Mientras tanto, los megalitos continuaron siendo objeto de culto hasta el siglo XIX.
A partir del siglo XII y hasta prácticamente el siglo XX la Iglesia empezó a «depurar» las herejías. La más profunda cruzada para extirparla fue la cruzada albigense, sin embargo, motivada tanto por la política como por el fervor religioso, acabó con los cátaros, y de rebote, con Occitania. Esta persecución tuvo efectos profundos en los Pirineos, un hombre salvaje se llama «iretges» (herejes).

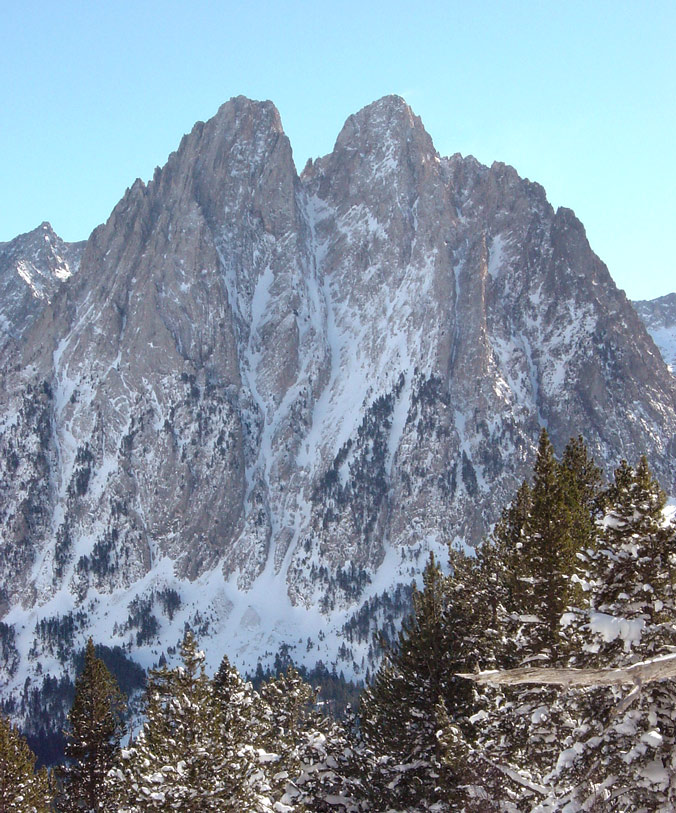
Los Encantados, dos personajes encantados en las montañas.

Así pues, las deidades paganas perdieron fuerza a favor de figuras fantásticas que no suponían ningún conflicto con la cultura cristiana. Estas figuras tomaban vida sobre todo entre los pastores como protección del mal. De este modo la superstición precristiana no hacía más que enlazar con el recién llegado cristianismo, creando leyendas que, mientras incorporan un trazo cristiano de un Dios judicial y severo, no dejaban de utilizar los caracteres de siempre como los gigantes y demonios. En todos los macizos montañosos del mundo, las cumbres siempre han sido más o menos deificadas: no únicamente como morada o área reservada, sino también como personalización de un ser divino. Las principales cumbres son tratados como gigantes dormidos, como el Pico Aneto, los habitantes de Benasque dicen oír gemidos las noches de tormenta.  El Puigmal era un ser vivo, interviniendo físicamente para defender la naturaleza. «Las tres hermanas» del Monte Perdido, hay innumerables cumbres que serían personajes metamorfoseados como resultado de varios eventos, a menudo maldiciones de origen cristiano, o más tarde cristianizadas —castigo de blasfemia o impiedad— como es el caso en el pirineo catalán donde se encuentra la leyenda de Los Encantados, dos cazadores «escapados de la misa» en busca de un rebeco y que, al ser maldecidos, se transformaron en piedra. Todo este estado de cosas  están atestiguadas principalmente por la persistencia de las tradiciones orales. Sobre realidades concretas, en el Pirineo abundan los restos arqueológicos que dan testimonio de cultos antiguos.
Los megalitos (dólmenes, menhires o piedras en pie, piedras con marca de cazoleta y anillos ...) son testigos de cultos de los que se sabe poco, pero que sirvieron de apoyo para una mitología extremadamente rica forjada más tarde, aunque únicamente fuera para explicar su presencia: piedras erigidas por gigantes (Roldán), moros, el diablo o santos. Los dólmenes han constituido las casas de moros gigantes, que llevaban con ellos en todas partes: una piedra en la cabeza, y otra debajo de cada brazo. Las cazoletas y otras marcas en la piedra se han convertido en las huellas dejadas por las manos, las rodillas, los pies o las cabezas de los santos. Esta cristianización popular se dobló con una cristianización «oficial» por parte de los eclesiásticos, que plantaron cruces en los megalitos y que no dudaron, más radicalmente, en volarlos con dinamita. De hecho, hasta el siglo XIX  se ha visto la persistencia de ceremonias, cuyo origen se pierde, que revelan rituales de fertilidad de manera tan explícita que la autoridad religiosa únicamente podía ser movida por ella. Se cita el caso del calhau d'Arriba-Pardin, en Poubeau, donde algunas noches las personas se encontraban en una especie de bacanal, los hombres girando alrededor de la piedra, manu penem proferentes.

## Dioses pirenaicos

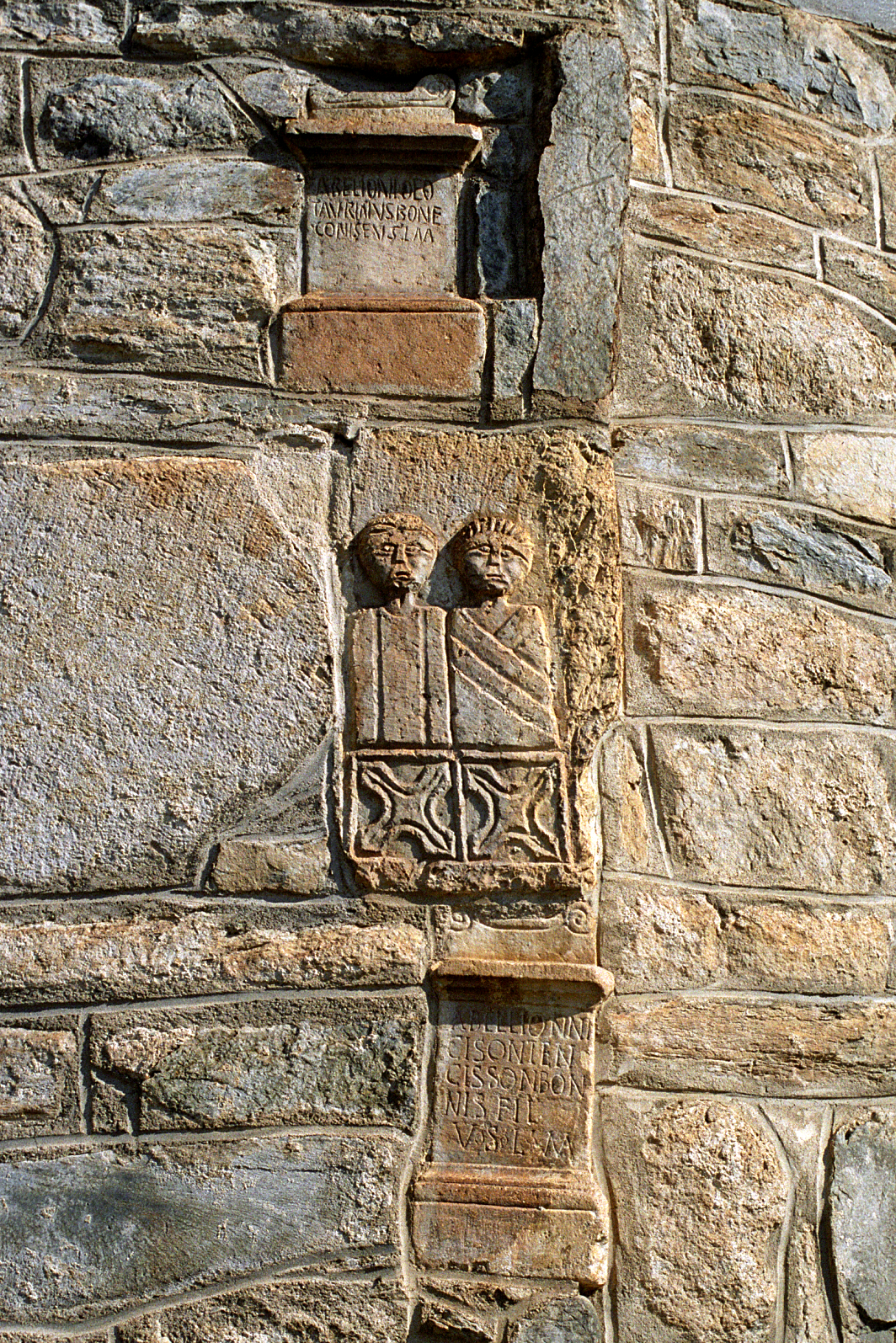
Encima y debajo de un cipo funerario de una pareja, dos trozos de altares de Abelio en el muro de la iglesia de Saint-Aventin.

Hay muchos altares, de cultos precristianos con inscripciones y algunas efigies esculpidas de dioses. La mayoría de estos testimonios se encuentran a menudo como reutilizados en los muros de las iglesias —lo que sin duda indica la proximidad de un antiguo santuario, pero no significa necesariamente la continuidad de la adoración en el mismo sitio—. De hecho, los altares votivos mezclados con los cipo funerarios se encuentran en las reutilizaciones, mientras que en tiempos antiguos la adoración de los dioses se mantenía alejada de la adoración de los muertos, y estaban enterrados fuera de los límites de la ciudad.
Los dioses locales, honrados durante mucho tiempo, subsisten junto con los dioses romanos importados después de la conquista y asimilándolos a veces. De este modo , Abelio, dios solar cuyo nombre recuerda obviamente a Apolo y también a Belén Galico, aunque también podría tener un origen celta. Paul Barrau de Lorde, en 1937, publicó entre sus légendes onésiennes, se encuentra una sobre los Douze géants du Larboust; leyenda forjada desde cero, pero que toma más o menos los nombres de los dioses que se encuentran con frecuencia en estos Pirineos centrales, y más particularmente en Cominges:les fils de Leherenn.

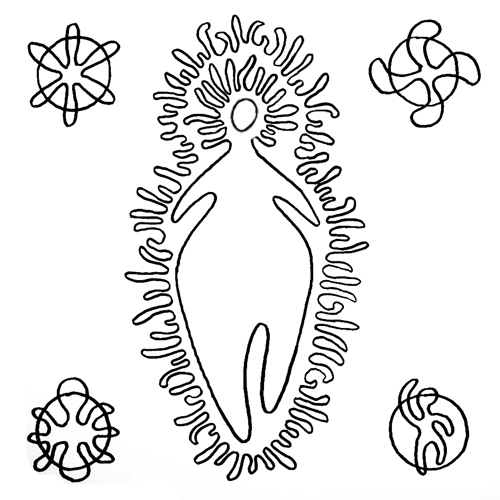
Mari

El origen vasco de  de la mayoría de estos nombres no es dudoso y confirma la extensión del dominio de habla vasca en gran parte de los Pirineos: Baïgorrix es un dios con fuentes frecuentes en el País Vasco. Las divinidades vascas, Mari, de carácter femenino sus asistentes fueron las sorginas y su consorte Sugaar (o Sugar o Maju) una divinidad masculina, han sobrevivido en la memoria colectiva conectando con otras varias en la evolución, incluidos los «señores múltiples mitológicos», Basajaun , Jaun Zuria, princesa de Mundaca ...

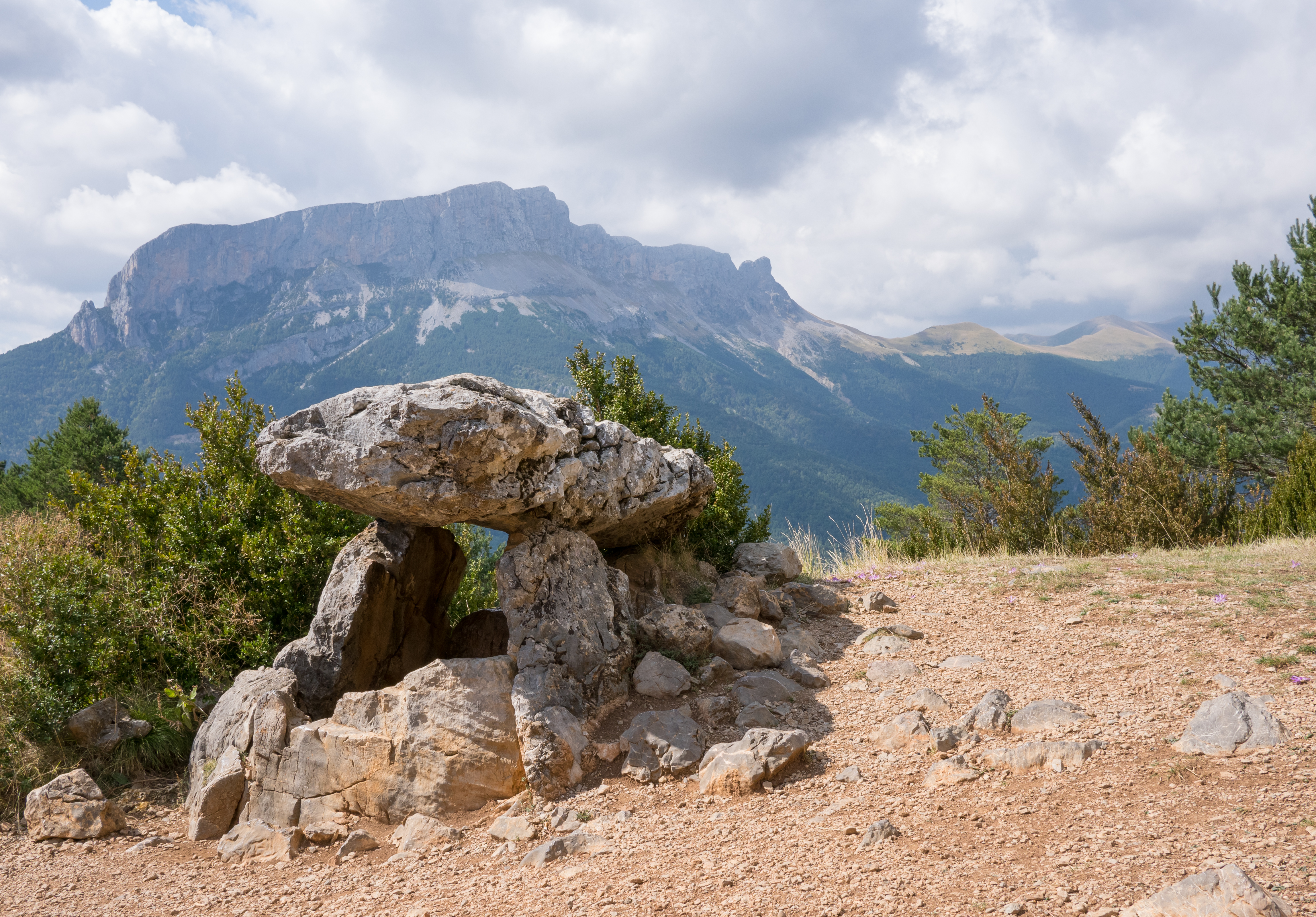
El dolmen de Tella (provincia de Huesca]), madriguera de Silvan.

En el gran movimiento de la evolución, que también afecta a las mitologías, los dioses todopoderosos se fueron convirtiendo gradualmente en deidades secundarias, personajes misteriosos, protectores pero a menudo aterradores, para acabar en fantasmas y las creencias populares no se extinguieron por completo hasta el siglo XIX, cuando los investigadores y estudiosos empezaron a investigar. Así, el personaje de Tantugou, 13 , bien conocido en el valle de Louron y el valle de Larboust, es considerado un protector de cultivos, pastos y rebaños, esta es una de las muchas formas de Silvano en la mitología romana, encargado del mismo trabajo, o también está asociado con el dios celta Sucellos. Le «Silvan» aragonés, al acecho en el dolmen de Tella en la provincia de Huesca, a pesar de su nombre, no tiene nada de protector y únicamente es un bandido temible.

## Gigantes y enanos

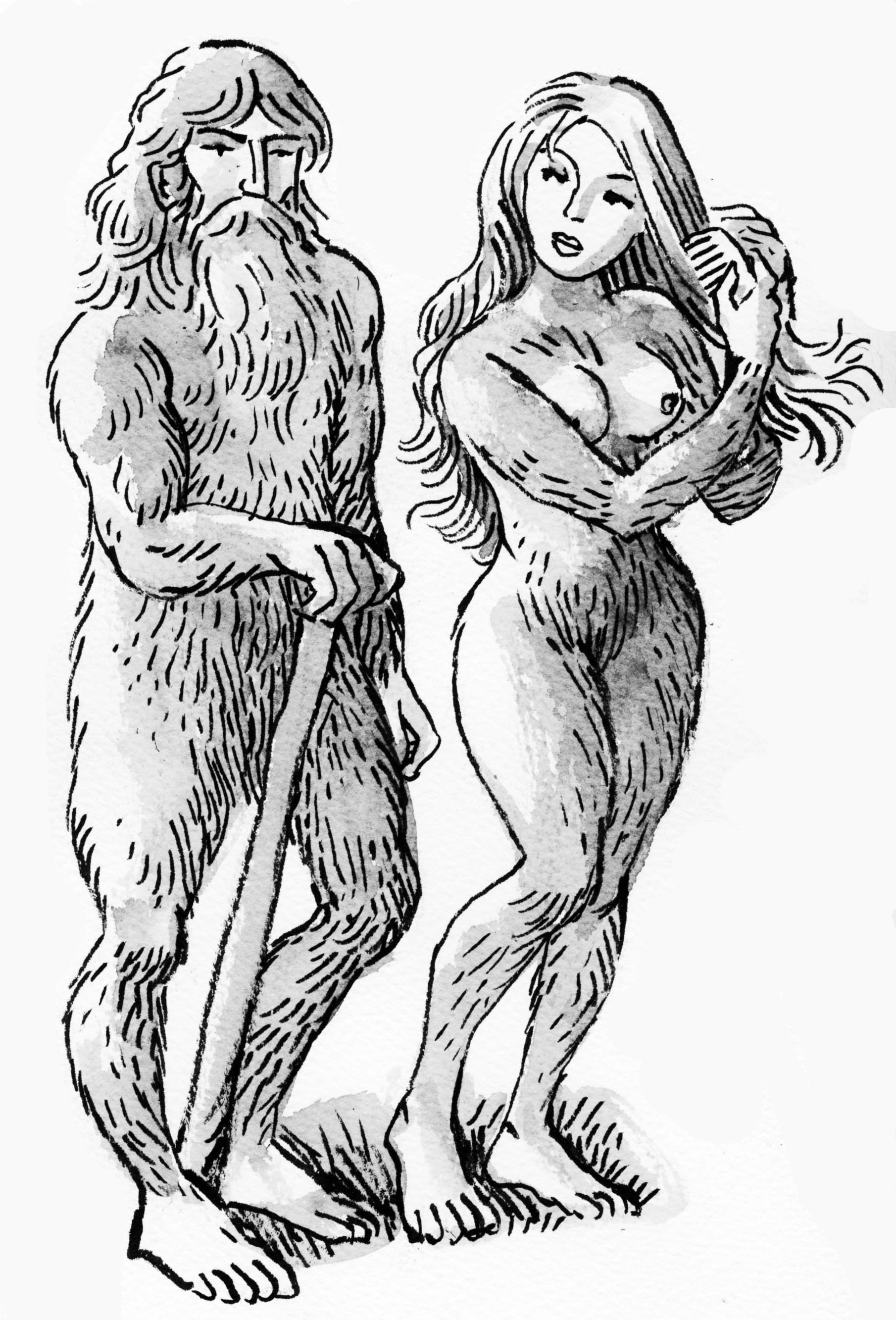
Basajaun y basandere

Según la mitología vasca, los gigantes son los constructores de los menhires, dólmenes y cromlechs. Más generalmente, los gigantes son los responsables de la creación de rocas inusuales, valles, acantilados, e incluso montañas —los mismos Pirineos son una tumba construida por Heracles, según la mitología griega—. El hecho es que sus acciones y leyendas forman parte de la imaginación colectiva. Las áreas montañosas, con sus partes casi inaccesibles, constituyen un refugio ideal para las criaturas fuera de las normas «humanas». Este es el caso de Basajaun vasco, una figura típica del hombre salvaje, que no siempre se presenta como un gigante. Los cíclopes , ya se llamen «bécut» en los Pirineos gascones, «ulhart» en Ariège,

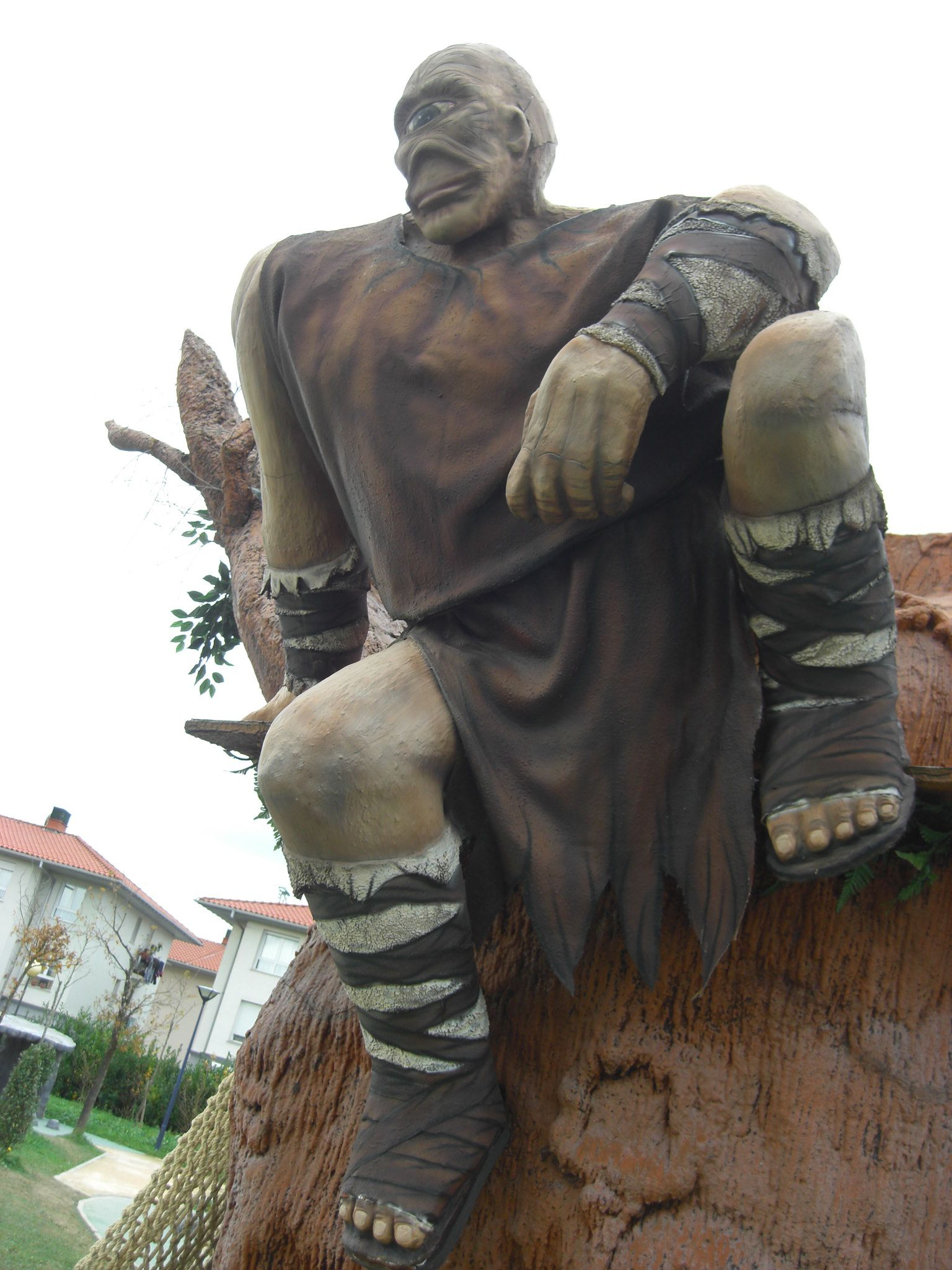
Representación escultórica de Tartalo.

Tartalo, o «Antxo» en el País Vasco, son omnipresentes. Sus historias abordan el tema conocido del cíclope Polifemo y Ulises: aquí, son los niños, o los soldados, quienes vencen al cruel gigante. Las otras aventuras, siempre sobre el tema del «ogro engañado», lo convierten en un gran desequilibrado, extremadamente fuerte pero estúpido. El tamaño de Tartalo es descomunal al igual que lo es su fuerza, y su entretenimiento favorito es tirar piedras de un monte a otro. Cuenta la leyenda que debido a este entretenimiento se crearon varias construcciones existentes hoy en día. Al contrario que otros personajes también gigantes, como los Jentilak, Tartalo es perverso, de instintos salvajes y muy agresivo, se alimenta de ovejas, niños e incluso adultos de vez en cuando. Tartalo era poseedor de un anillo mágico que le servía para controlar a sus presas, ya que al grito de Non hago? ("¿Dónde estás?") por parte de Tartalo, el anillo respondía Hemen nago, hemen nago ("Aquí estoy, aquí estoy"),cuenta la leyenda que una vez que hizo un prisionero se lo puso en su dedo para tenerlo controlado, mientras Tartalo salía de la cueva, el prisionero aprovechó y huyó y cuando oyó la llamada del gigante, para que no lo encontrara se cortó el dedo con el anillo y lo tiró al río, desde allí el anillo contestó «Aquí estoy Aquí estoy» enseguida el gigante se lanzó al río y se ahogó.
El personaje de Roldán generalmente se considera un gigante, que ha dejado huellas en todas partes,  la Brecha de Rolando, el Pas de Roland —una roca perforada—, el salto de Roland en Aragón, las marcas de sus manos, sus pies, sus rodillas ... Muchos gigantes juegan el papel de Bogeyman o del coco un ser legendario que aterroriza a los niños.
Los enanos, con la notable excepción del vasco Lamiñak, estos seres se encuentran típicamente en grupos especialmente el bosque y los ríos. Su forma, género o nombre concreto, varían según la zona. A menudo se les describe como duendes, hombres diminutos; otras veces como mujeres de proporciones normales pero incorporando parte de un animal, como garras de pájaro, aletas o patas palmeadas. En la mitología griega Lamia, era un monstruo femenino que raptaba niños para chuparles la sangre, otras veces erraba de día y de noche espiando los niños para devorarlos. Se les relaciona también con los minairons, seres fantásticos muy pequeños y trabajadores, siendo los responsables de la construcción de muchos puentes en el Pirineo vasco, y norte occidental de Cataluña. La mayoría de ellos se entregan a travesuras nocturnas, como el molestar al ganado en establos, tejer crines de caballos, etc.. los minairons son numerosos, tanto en Aragón como en Cataluña. En el Valle de Arán, se informó de un espíritu maligno llamado Erulet que la creación del mundo, no había lugar para él ni en el Cielo ni en el Infierno, y que había optado por instalarse en el Valle de Arán.

## Mitología cristiana
A los héroes de la mitología griega y romana, no era si no un paso a la creencia en los héroes de la mitología cristiana: los santos y las santas. La aparición del cristianismo no es una ruptura radical con los rituales y creencias del Pirineo, sino una adaptación. la Iglesia se encarga de construir sus templos por encima de los templos paganos.

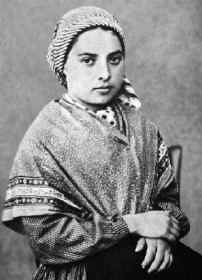
Bernadette Soubirous.

Los santos y santas oriundos, legendarios o reales, son un reflejo de la sociedad rural del macizo: pastores conversos, como san Urbici0 de Nocito del Alto Aragón, o bien salidos del calor de invasiones extranjeras y sometidos al martirio, como san Aventino de Larbost a Cominges. Las leyendas de martirio se reparten entre las que de época romana y la de la invasión musulmana, los dos pueblos identificados como anticristianos. También mártires de la época arriana, donde los conflictos entre cristianos se acentuaron: los santos Gaudencio de Comenge, Volusiano de Tours, Eudaldo de Ripoll, etc.
Otros fueron soldados o combatientes en tiempos de guerra: Calixto y Mercurio de Huesca, visorio de Labuerda , Vidiano de Aliscans (en Martres-Tolosane). Una buena parte, finalmente, eran religiosos (sacerdotes, obispos, etc.) y cuentan con un buen número de leyendas: León de Carentan, Grat de Oloron, Bertrán de Cominges, Licerio de Couserans, Valerio de Couserans o Geroncio de Hagetmau, entre otros. Aunque San Martín de Tours no fuera pirenaico, una tradición ha dado su nombre al oso de los Pirineos. Accidentes o particularidades físicas de algunos lugares (rocas con formas, señales de erosión que parecen huellas, etc.) han dado lugar a leyendas relacionadas con el paso o la intervención de santos o seres sobrenaturales, como santa Orosia de Jaca o San Miguel arcángel , conquistador del diablo, tomó su lugar en las cumbres, lugares terroríficos e inhóspitos donde se suponía que el demonio debía estar de pie. Los caminos de peregrinación, sobre todo el Camino de Santiago, contribuyeron a exportar y difundir numerosas leyendas de santos. Destacan las romerías, peregrinaciones anuales a la ermita o cueva santa donde había vivido un santo local. Son celebradas las apariciones de la Virgen María, numerosas en los Pirineos, y han dado lugar a uno de los peregrinajes más importantes del mundo, el de la Virgen de Lourdes y santa Bernadette Soubirous.
En cambio, hay una serie de santos oficialmente reconocidos pero nada populares, las víctimas católicas, directas o indirectas, del episodio cátaro: generalmente inquisidores muertos por los disturbios populares, como los inquisidores masacrados en la 
cruzada albigense en Avignonet-Cadireta, o el beato Pedro de Cadireta